# Energía hidroeléctrica en Colombia
La energía hidroeléctrica en Colombia produce el 70% de la generación eléctrica de Colombia. Es una fuente de energía renovable muy importante para el país. En total, Colombia cuenta a 2021 con 30 centrales hidroeléctricas instaladas.
El potencial total de las grandes centrales hidroeléctricas para Colombia se estima en 93 GW, con 25 GW adicionales de pequeñas centrales hidroeléctricas (<20MW).  
Sin embargo, existen dificultades para el desarrollo de centrales hidroeléctricas en el país. Los mejores sitios para ubicar represas ya han sido desarrollados. Los costos ambientales y sociales asociados con las grandes represas han aumentado, ocasionando que no exista suficiente licencia social para la instalación de megaproyectos hidroeléctricos. El impacto del cambio climático en Colombia y la variabilidad climática en el régimen hidrológico del país es una amenaza para el desarrollo de la energía hidroeléctrica en el país. Los aumentos drásticos en la temperatura de la superficie de los Andes, los cambios en los patrones de precipitación y aumentos en la intensidad y frecuencia de las señales de El Niño que provocan períodos prolongados de sequía, dificultan la instalación de represas hidroeléctricas.

## Centrales hidroeléctricas propuestas
A continuación se enumeran las grandes centrales hidroeléctricas que se construirán en Colombia hasta 2010:
- Central Hidroeléctrica Calderas: 26MW
- Transvase Guarinó
- Central Hidroeléctrica Río Amoyá: 80MW
- Río Manso: 27 MW
- Represa del Quimbo: 400 MW